# Palioxis
En la mitología griega Palioxis (en griego Παλίωξις, Palíōxis) era la personificación del «contraataque». El sustantivo παλίωξις significa «nuevo ataque (en relación al enemigo que huye)». Como abstracción personificada estaba labrada en el escudo de Heracles: 
«Allí estaban labradas la Persecución (Προΐωξις, Proíōxis) y el Contraataque (Παλίωξις). Allí también ardían el Tumulto (Ὅμαδος, Hómados), la Huida (Φόβος, Phóbos) y la Masacre (Ἀνδροκτασία, Androktasía). Allí se arrojaban Eris y el Desorden (Κυδοιμός, Kydoimós); y allí la funesta Ker, con un guerrero vivo, recién herido, y otro ileso, a otro le arrastraba a duras penas de ambos pies; un manto tenía en los hombros, enrojecido con sangre humana; miraba de modo horrible y rugía con grandes alaridos».
Pudiera ser parte de los integrantes de las Batallas (Μάχαi, Máchai) personificadas, démones del campo de batalla, aunque esta asignación no se encuentra atestiguada en ninguna fuente.